# Pascal Duguet
Pour les articles homonymes, voir Duguet.
Pascal Duguet est un homme politique français né le 18 septembre 1804 à Paris et décédé le 10 février 1884 à Châlons-sur-Marne (Marne).
Propriétaire terrien, il est député de la Marne, élu comme candidat indépendant lors d'une élection partielle en 1864. Il est invalidé et battu lors de l'élection suivante par le candidat officiel.

## Sources
- « Pascal Duguet », dans Adolphe Robert et Gaston Cougny, Dictionnaire des parlementaires français, Edgar Bourloton, 1889-1891 [détail de l’édition]